# OK Vilse 87
OK Vilse 87 är en orienteringsklubb, verksam i Olofströms kommun och ursprungligen från samhället Vilshult strax norr om Olofström. I Vilshult finns också klubbens nuvarande klubbstuga medan en klubblokal ligger i Olofström. 87 markerar sammanslagningen med OK Halen 1987.
Klubben har även skidåkning på sitt program.